# Christian von Ferber
Christian von Ferber (* 8. März 1926 in Schwerin; † 13. August 2024) war ein deutscher Ökonom und Soziologe. Er lehrte zuletzt als Professor an der Heinrich-Heine-Universität Düsseldorf.

## Werdegang
Wie viele seiner Fachgenossen in der frühen Bundesrepublik Deutschland forschte von Ferber anfangs zur Industriesoziologie. Der Titel seiner 1955 vorgelegten Dissertationsschrift lautet Arbeitsfreude, Arbeitsinteresse und Arbeitszufriedenheit: Ein Beitrag zur Soziologie der Arbeit in der industriellen Gesellschaft. 1956 wurde er an der Universität Göttingen promoviert. Von Ferber war Assistent bei Helmuth Plessner. Später wandte er sich stärker Fragen der Sozial- und Gesundheitspolitik sowie insbesondere der Medizinsoziologie zu, die er an seinen Lehrstühlen an den Universitäten Bielefeld und nachfolgend Düsseldorf auch vertrat. Nach seiner Emeritierung forschte von Ferber an der Universität Köln.

## Schriften (Auswahl)
- Die Entwicklung des Lehrkörpers der deutschen Universitäten und Hochschulen 1864-1954. Göttingen: Vandenhoeck & Ruprecht: Göttingen, 1956.

- Arbeitsfreude. Wirklichkeit und Ideologie. Ein Beitrag zur Soziologie der Arbeit, Enke: Stuttgart 1959.
- Sozialpolitik in der Wohlstandsgesellschaft: Was stimmt nicht mit der deutschen Sozialpolitik? Hamburg: Wegner, 1967.
- Die Gewalt in der Politik. Auseinandersetzung mit Max Weber. Stuttgart: Kohlhammer, 1970.
- Gesundheit und Gesellschaft: Haben wir eine Gesundheitspolitik? Stuttgart, Berlin, Köln, Mainz: Kohlhammer (Urban-Taschenbücher), 1971.
- Soziologie für Mediziner. Eine Einführung, Berlin, Heidelberg, New York: Springer, 1975. ISBN 3-540-07275-6
- Der kranke Mensch in der Gesellschaft, mit Liselotte von Ferber. Reinbek bei Hamburg: Rowohlt, 1978. ISBN 3-499-55380-5
- Medizinsoziologie und Prävention. Am Beispiel der Gesundheitsvorsorge am Arbeitsplatz, mit Liselotte von Ferber und Wolfgang Slesina, in: Soziale Welt (Sonderband 1) 1982, 277–306.
- Laienpotential, Patientenaktivierung und Gesundheitsselbsthilfe, zusammen mit Bernhard Badura (Hrsg.), Oldenbourg: München/Wien 1983.
- Subjektive und objektive Arbeitssituation – wo stehen wir in der phänomenologischen Analyse heute? In: Gerd Peter (Hrsg.): Arbeitsforschung? Methodologische und theoretischer Reflexion und Konstruktion, Montania: Dortmund 1991, 9–29.
- Menschenbild und Gesellschaft.  Studien zur Philosophischen Anthropologie, Soziologie und Medizinsoziologie. Baden-Baden: Alber, 2023. ISBN 978-3-495-99773-4.